# ラシャ・サルクヴァーゼ
ラシャ・サルクヴァーゼ（Lasha Salukvadze、1981年12月21日 - ）は、グルジア (現国名：ジョージア)、トビリシ出身の元サッカー選手。元ジョージア代表。現役時代のポジションはDF。

## 所属クラブ
- FCロコモティヴィ・トビリシ 2000-2004
- FCディナモ・トビリシ 2004
- FCルビン・カザン 2005-2010
- FCヴォルガ・ニジニ・ノヴゴロド 2011-2012
- FCディラ・ゴリ 2012-2013
- FCSKA-エネルギア・ハバロフスク 2013
- インテル・バクーPFC 2013-2016
- FCディラ・ゴリ 2016
- FCディナモ・トビリシ 2017

## タイトル
クラブ
- FCロコモティヴィ・トビリシ
  - サカルトヴェロス・タシ: 2 (1999-2000, 2001-02)

- FCディナモ・トビリシ
  - ウマグレシ・リーガ 1 (2004-05)

- FCルビン・カザン
  - ロシア・プレミアリーグ: 2 (2008, 2009)

- FCディラ・ゴリ
  - サカルトヴェロス・タシ: 1 (2011-12)